# Storvicker
Storvicker (Vicia grandiflora) är en ärtväxtart som beskrevs av Giovanni Antonio Scopoli. Enligt Catalogue of Life ingår Storvicker i släktet vickrar och familjen ärtväxter, men enligt Dyntaxa är tillhörigheten istället släktet vickrar och familjen ärtväxter. Arten förekommer tillfälligt i Sverige, men reproducerar sig inte.

## Underarter
Arten delas in i följande underarter:
- V. g. grandiflora
- V. g. incisa

## Bildgalleri

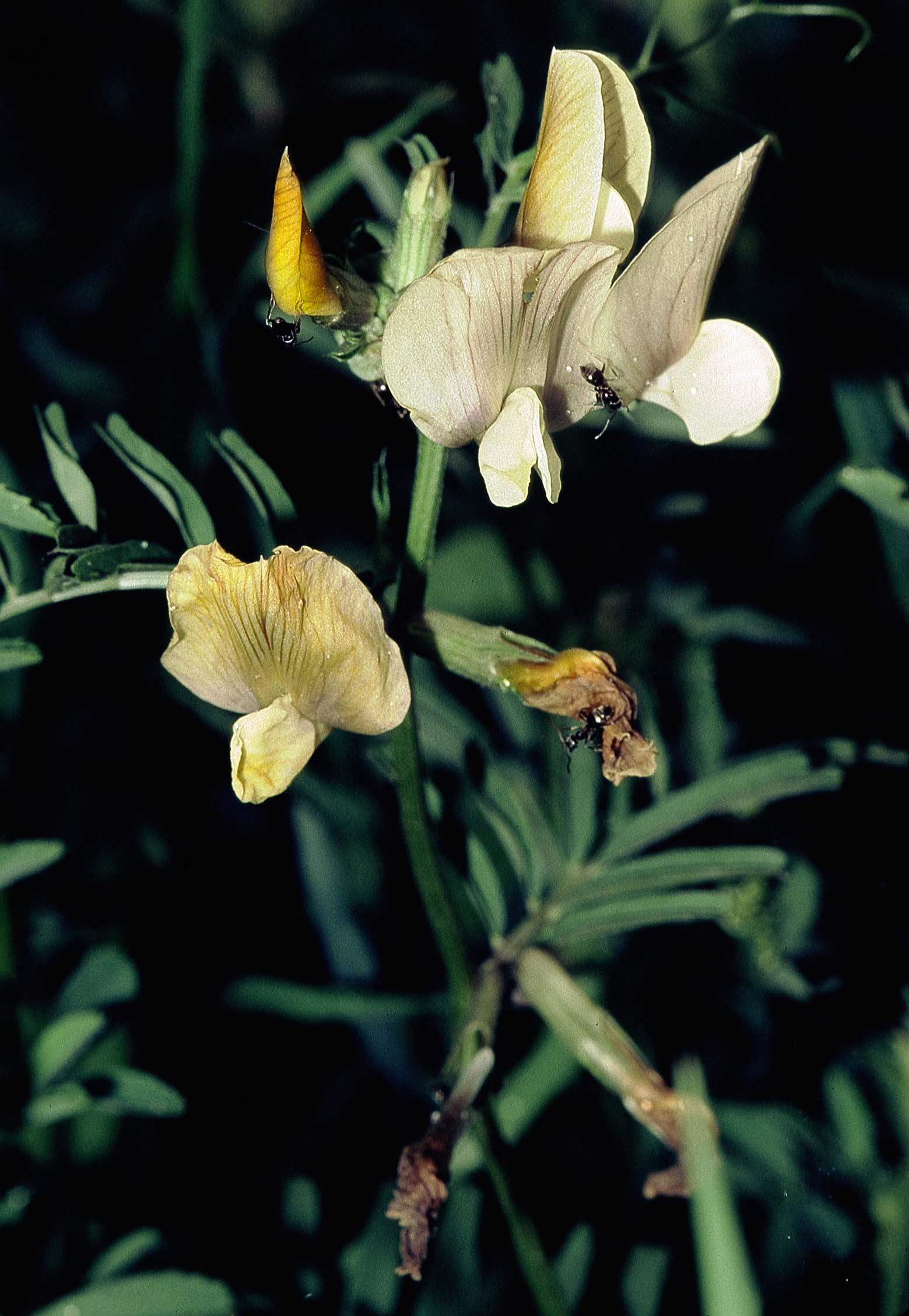
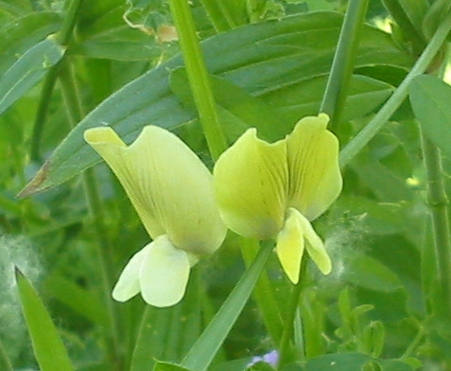
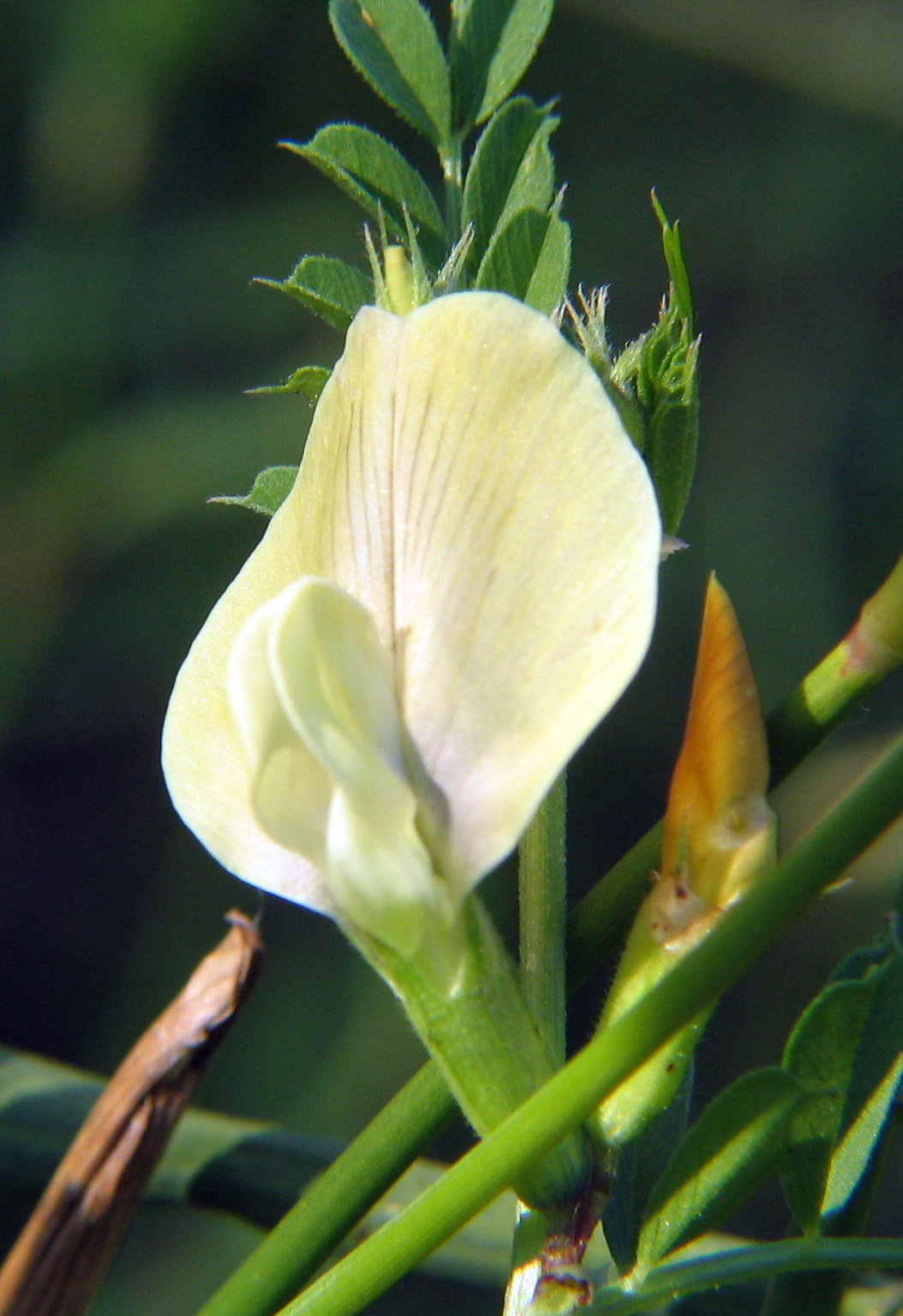
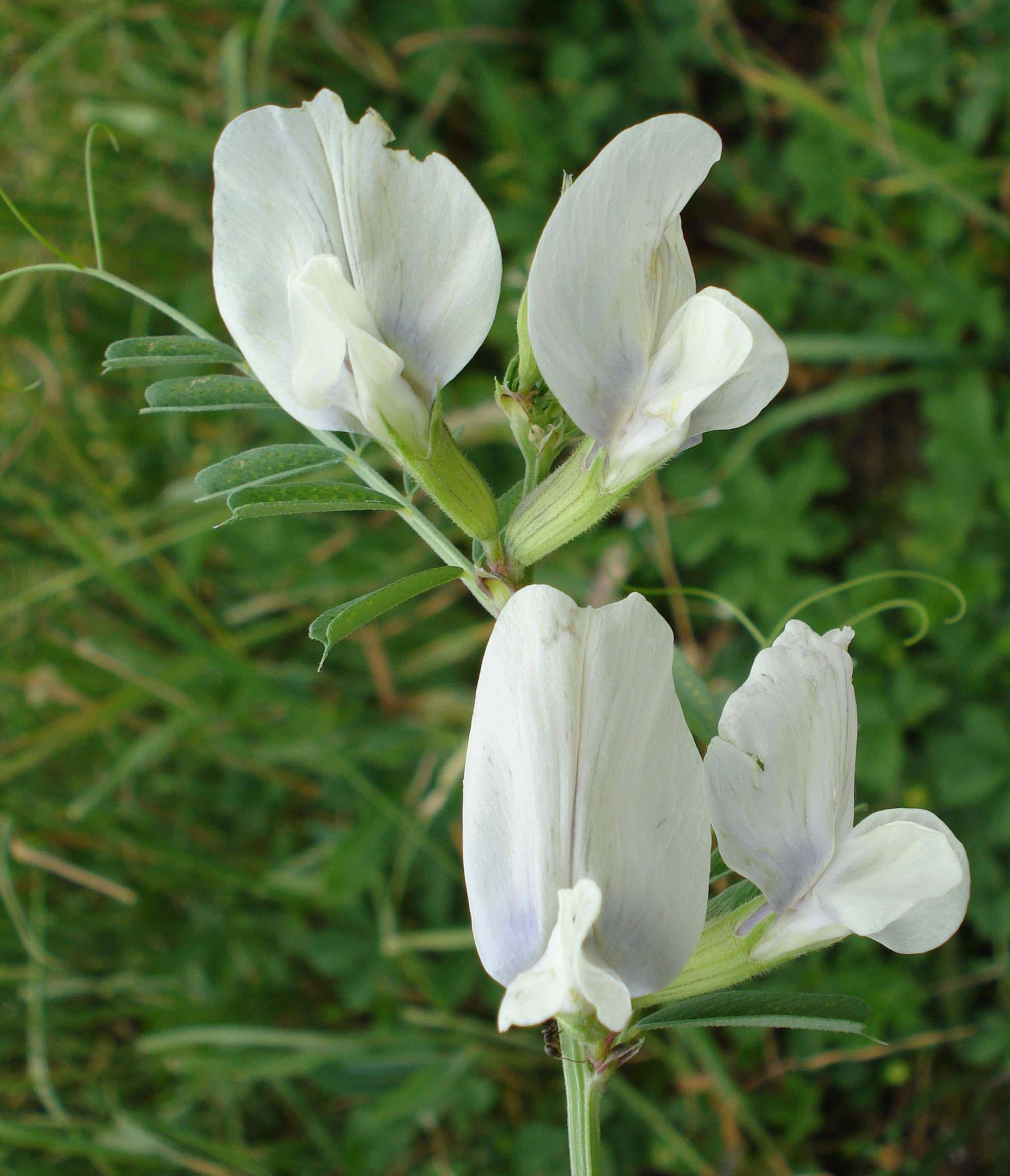
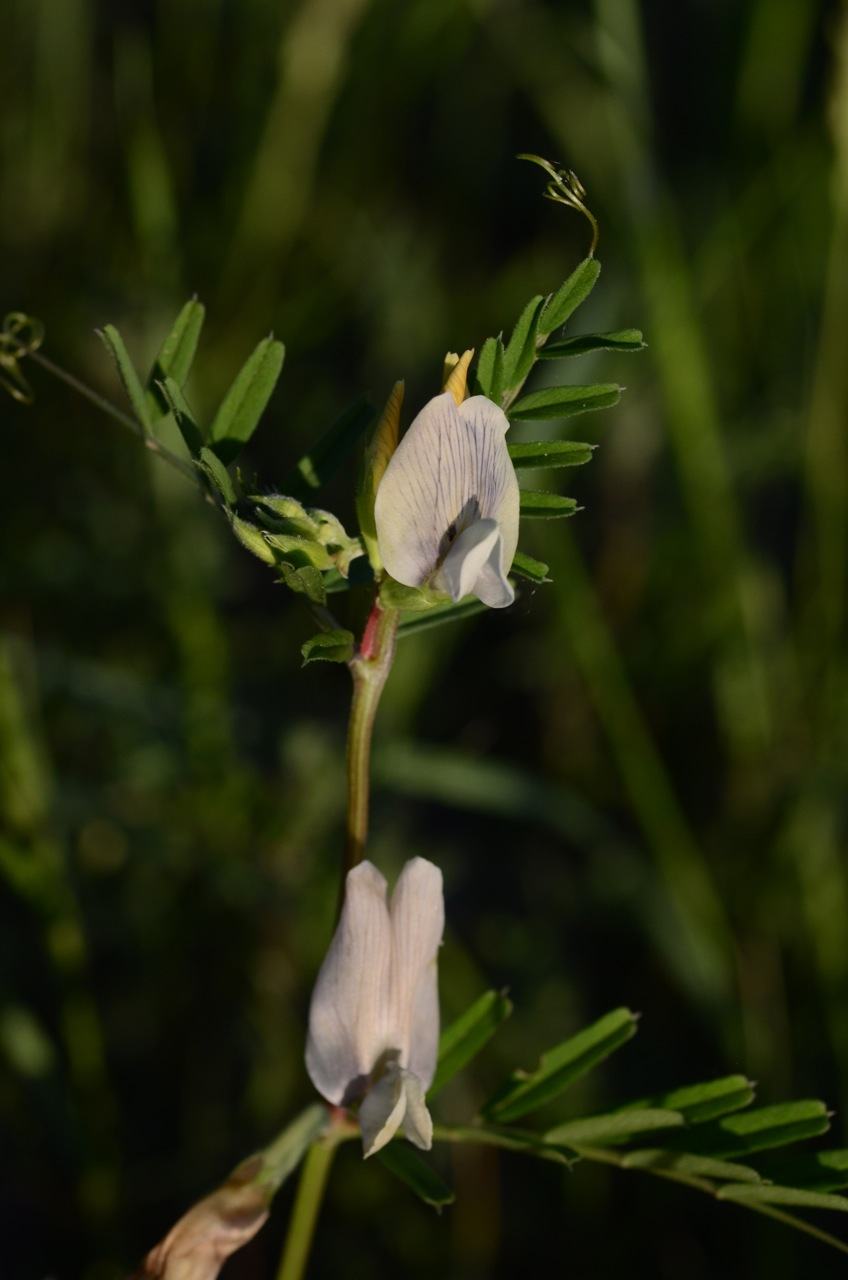
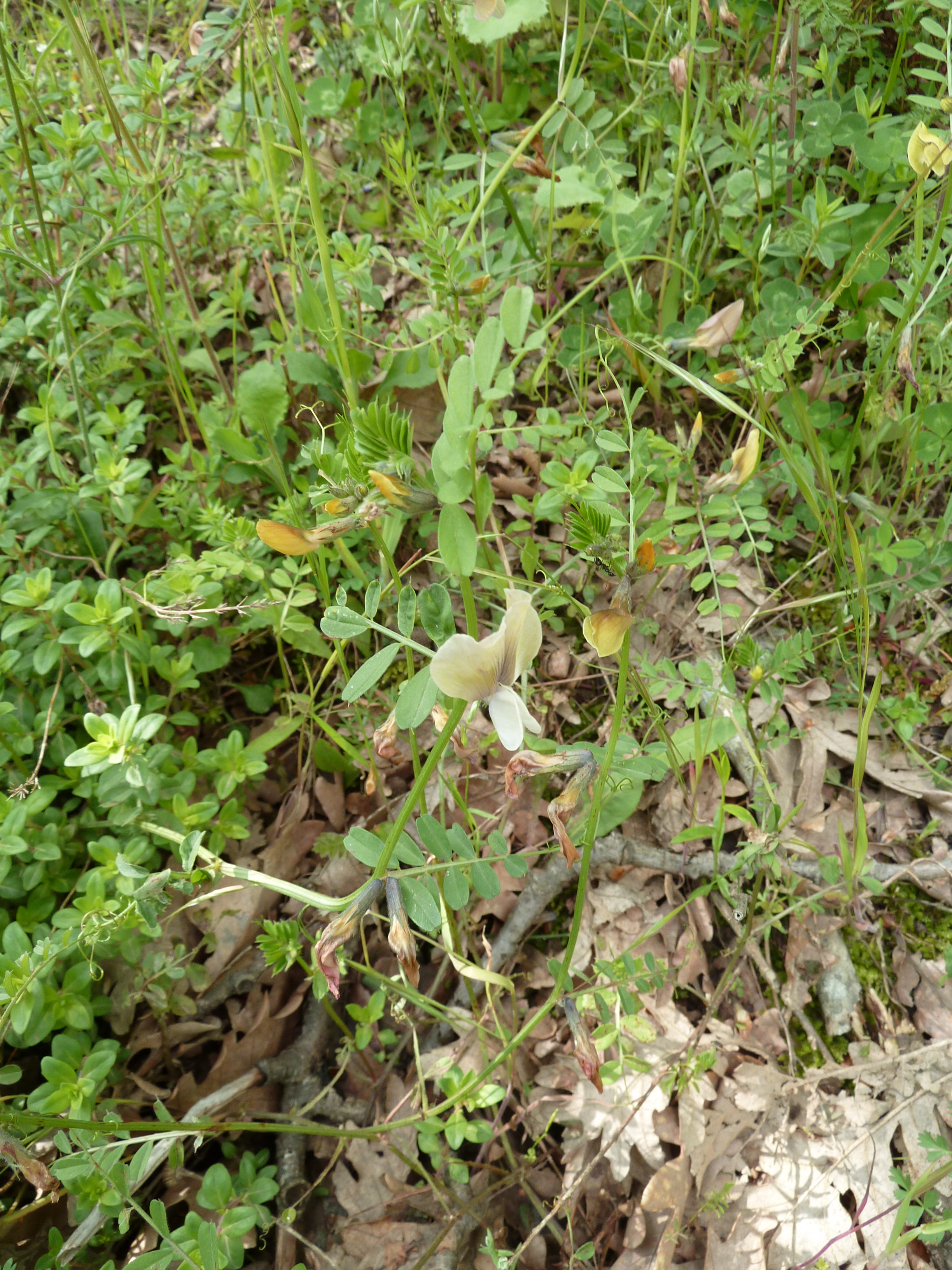